# Danny Graham
Danny Graham (Gateshead, 1985. augusztus 12. –) angol utánpótlás-válogatott labdarúgó, jelenleg az angol Blackburn Rovers játékosa.

## Pályafutása

### Klubcsapatokban
2004-ben a Middlesbroughban kezdte a pályafutását, de több kiscsapatnak is kölcsönadták.

## Mérkőzései az Angol U20-as válogatottban
| #  | Dátum            | Ellenfél        | Eredmény | Kiírás              | Esemény |
| -- | ---------------- | --------------- | -------- | ------------------- | ------- |
| 1. | 2005. február 4. | Oroszország U20 | 2 – 0    | barátságos mérkőzés |         |

## Sikerei, díjai
- Swansea City: 
  - Angol ligakupa-győztes (1): 2013